# Будинок купця Чуприни
Будинок купця Чуприни — пам'ятник історії місцевого значення у Носівці Чернігівської області України. Нині у будівлі розміщується дитяча музична школа.

## Історія
Рішенням виконкому Чернігівської обласної ради народних депутатів від 17.11.1980 № 551 надано статус «пам'ятник історії місцевого значення» з охоронним № 1349 під назвою «Будинок, де у вересні 1941 року було створено Носівський підпільний райком партії».
Наказом Департаменту культури та туризму, національностей та релігій Чернігівської обласної державної адміністрації від 12.11.2015 № 254 для пам'ятника використовується нова назва — «Будинок купця Чуприни».

## Опис
Будинок збудований наприкінці ХІХ століття. Одноповерховий, кам'яний на цегляному фундаменті, прямокутний у плані будинок площею 97,7 м2. Складається із 8 кімнат.
У цьому будинку у вересні 1941 року був створений підпільний райком партії, який очолив секретар Носівського райкому КП(б)У Михайло Стратилат.
1967 року не будинку було встановлено меморіальну дошку Носовському підпільному райкому партії (мармур, 0,7х0,5 м).
Нині у будівлі розміщується дитяча музична школа.